# 吉米·威爾斯
吉米·多纳尔·威爾斯（英語：Jimmy Donal "Jimbo" Wales，香港又譯衛詹美；1966年8月7日—），美国網路企业家、前交易員。維基百科與Fandom（以前的Wikia）的創始人之一。現為維基媒體基金會理事會榮譽主席，並被理事会認可為「組織創立者」。此外，還開發過多項計畫，包含Bomis、Nupedia、WikiTribune、WT Social等。
威爾斯生於美國亚拉巴馬州亨茨維爾，就讀於當地的倫道夫學校。他之後获得奥本大学金融學學士學位和阿拉巴马大学金融學硕士学位。他在攻讀研究所時，曾任教過兩所大學；但他為了在金融業工作，所以在取得博士學位前就離開了。威爾斯之後成为芝加哥期权协会的研究總監。
1996年，他和两位伙伴创立了面向男性、重点介绍娱乐和成人内容的门户网站Bomis。这家公司其後为Nupedia及其继承者维基百科提供了创始资金。2001年1月15日，威爾斯与拉里·桑格等人创立维基百科。维基百科後來快速增長，威爾斯也成了该项目的推動者和發言人。威爾斯經常被稱爲维基百科的共同創始人；但他本人則堅稱自己是唯一的創始人。
威爾斯目前任职于维基媒体基金会的理事会，並被理事会認可為「組織創立者」。他每年會在維基媒體國際會議上發表年度演說「State of the Wiki」。2006年5月，吉米·威爾斯被《时代周刊》選為时代百大人物之一。

## 早年经历

### 早年学业
吉米·威爾斯于1966年8月7日出生在美国亚拉巴马州亨茨维尔。父親为雜貨店經理，現已退休；母親及祖母經營小型私校，他就讀于傳統的單課室校舍。威爾斯在母親的學校中接受教育。学校将一到四年级的学生和五到八年级的学生组合在一起，他所在的年级通常只有四名學生。
2005年，時代周刊將吉米·威爾斯寫成“在家中接受教育”。嚴格來說這並不正確，因為他在小型私校中学习，但由於母親與祖母是他的小學老師，故他也承認在一定程度上與类似于在家中接受教育。該校的教學理念深受蒙特梭利影響，給予學生較大的選修科目上的自由。回忆小學生活時，威爾斯稱他曾花大量時間閱讀一本叫"World Book"的百科全書。

### 預科及大学
八年級的时候，威尔士考入了一所在当地较为知名的大學預備學校拉尔夫中学。該校是早期支持電腦教室，并將電腦應用到教學的學校之一。虽然该学校学费昂贵，但他全家梦寐以求他考入此校。由于他的母亲、祖母都是小学教师，因而全家人十分重視教育，故仍供他入讀。「我的家庭對教育很堅持...是很傳統的觀念，認為知識和讀書是改善生活的基礎。」他在奧本大學取得金融学學士學位，後在亚拉巴马大学攻讀博士學位，離開時取得碩士學位。之後他到印第安納大學伯明頓主校區攻讀財務學的博士，而且在兩所大學攻讀博士時出任助教，不過他认为论文非常无聊，所以沒有完成論文，以致於最终未能取得博士學位。

## 事業经历

### 芝加哥期货联营公司
1994年，威爾斯在芝加哥任職期貨及期權交易員，而且表示自己很早就迷上网络，闲暇时会写计算机代码。他在亚拉巴马州求学期间迷上了虚拟角色扮演游戏MUD，由此体验到了计算机网络培育大型合作项目的魅力。

### Bomis
受到网景1995年公开募股的启发，威尔士决定离开金融交易领域，通过互联网自主创业。1996年，他与两位合伙人创立门户网站Bomis，为提供用户生成内容的网络群，一时以色情图片为卖点。威尔士将其形容为“以男人为导向的搜索引擎”，类似于《美信》的市场。但Bomis最终没能获得成功。

### Nupedia与维基百科的萌芽

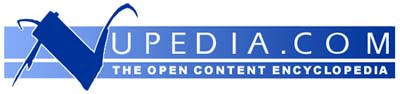
Nupedia徽标

尽管Bomis难以盈利，但却给了威尔士去追求他更为热衷的事物——线上百科全书的资金。同时，20世纪90年代主持致力于客观主义哲学的在线讨论小组时，威尔士碰到了哲学怀疑主义者拉里·桑格。这两人曾互相对各自项目的列表作详细辩论，最终在线下碰面并相交。
几年后，决定推行百科全书项目后，威尔士寻求有资格的学者去推动它。威尔士找来当时是俄亥俄州立大学哲学博士生的桑格，担任总编，终于在2000年3月推出同行评审、内容开放的百科全书Nupedia（自由的百科全书）。Nupedia背后的意图是想让各种主题的对应专家撰写条目，并在条目旁边卖出广告以盈利。该计划的特点是广泛同行评审的过程，旨在使条目的质量媲美专业百科全书：
当时的想法，是想让成千上万的志愿者用全部语言写一部在线百科全书。起初，我们发觉自己的组织方法，管理严密、结构严谨、有学术性、方法古板。这对志愿编者而言谈不上有趣，因为我们有众多針對条目評論，并予以反馈的学术同行评议委员。这类似于在读研究生递交论文时，基本上会受到恐吓。——2007年1月31日，吉米·威尔士写于Nupedia项目《新科学人》
2009年10月的讲话中，威尔士回忆起自己试图撰写一篇关于诺贝尔经济学奖获奖者罗伯特·C·默顿的文章，尽管曾写过期权定价理论论文且熟悉学术论文，但在向一位担任同行评审委员的知名金融学教授提交首个草案时就被吓倒。威尔士意识到这个时候Nupedia的模式已行不通。
2001年，极限编程发烧友本·科维玆认为要忍受繁琐的审核过程，是Nupedia增长缓慢的原因之时，桑格就把Wiki概念介绍给他。科维玆建议采用Wiki，允许编者同时做出贡献，逐渐推广至全计划，从而打破Nupedia的瓶颈。桑格对这个构思很是兴奋，后来就把他告诉了威尔士，两人在2001年1月10日打造出首个Nupedia维基。维基最初的设想是一个全民撰写条目，经志愿专家审阅后发布的合作项目。但Nupedia的多数专家认为这个项目没搞头，担心专业研究被业余内容混入，编辑材料危及信息完整性，从而损坏百科全书的公信力。鉴于此，桑格将该维基项目定名为“维基百科”，五天后用单独域名上线。

### 維基百科
本来，Bomis计划把维基百科打造为盈利业务。桑格认为维基百科不过是协助Nupedia发展的工具，但威尔士却认为维基百科有真正协作式的权利，计划努力开放知识建构。最初，桑格和威尔士都不知道维基百科行为产生的后果。威尔士担心出现可能会产生“完全垃圾”的最坏情况。令桑格和威尔士感到惊喜的是，维基百科上线仅数天，条目数量已超越Nupedia，还出现编辑小组。网站早期的许多贡献者都熟悉自由文化运动的模式，其中不乏像威尔士那样的开放源码运动同情者。威尔士表示，他起初很担心“人人都可以编辑的百科全书”的开放编辑概念，有时他会在晚上醒来监视被添加的东西。然而，早期的编辑骨干设立了一个强大的、可自我调节的社区，这被证明有利于项目的发展。
桑格负责维基百科的早期开发和项目指导。在他2005年于Slashdot回忆录中，把更广泛的想法归根于威尔士：“开放源码、协作的百科全书、开放普通人贡献的想法，完全是吉米想出的，不是我，资金完全是Bomis的”，他还称：“这部百科全书的实际发展给了我工作量。”桑格致力于Nupedia和维基百科的推广，直到2002年2月终止资助他的位置。同年3月1日，桑格辞任Nupedia主编，移至维基百科担纲“主要组织者”。Bomis早期向维基百科提供资金，还在维基百科刊登广告，直至桑格的离去减少成本，计划以非营利基金会取而代之。

#### 争议

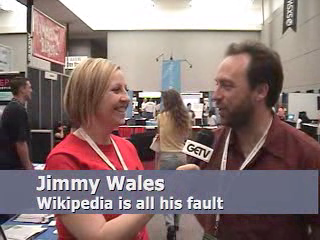
于SXSW 2006活动中接受采访

威尔士曾断言他是维基百科的唯一创始人，但因桑格被指定为共同创始人而遭公众质疑。早在2001年9月的《纽约时报》和2002年1月维基百科上线发布会，桑格和威尔士被指定为联合创始人。同年8月，威尔士才将论调改为“维基百科‘联合创始人’”。桑格把个人网页收集到链接集合，似乎证实与威尔士联合创始人的地位。例如，桑格和威尔士历史性的引述，或是早期新闻稿和引文对联合创始人的描述。2006年2月，威尔士援引《波士顿环球报》的说法，称桑格“荒谬”，称2009年4月的采访是“傻瓜辩论”。
2005年末，威尔士编辑自己在英文维基百科上的自传条目。作家罗杰斯·卡登海德在他编辑的版本中挂上注意模版，称威尔士已删除桑格是维基百科联合创始人的参考资料。桑格表示：“看到这样的修改，似乎是吉米正试图修改历史，这不过是徒劳，因为我们美好新世界的活动开放，通信已最大化，真相总会大白。”威尔士注意到修改Bomis的来源，会淡化他对前任公司产品的涉及程度。虽然威尔士争辩他修改内容的唯一目的，是想提高内容的准确性，他对编辑自己传记表示道歉，这种做法通常不被维基百科鼓励。

#### 角色
2004年接受Slashdot采访时，威尔士概述了他对维基百科的愿景：“想象一下，这个星球上的每个人自由使用所有人类知识的总和，这就是我们在做的。”尽管被指定为维基媒体基金会的董事会成员和名誉主席，威尔士的社交资金，仍给予他仁慈独裁者、立宪君主和精神领袖的定位。2014年接受采访时，威尔士表示，他“一直拒绝‘仁慈独裁者’这一称谓”，却自认是“立宪君主”。他是早年最接近计划的发言人。维基百科的增长和突起，将威尔士打造成网络红人。尽管他在成立网站前从未出过美洲，但就其作为公众形象的国际性恒定基础，他对维基百科计划的参与可见一斑。
与拉里·桑格离开维基百科的方式不同，威尔士难以放手。尽管参与到其他计划，威尔士还是放不下在维基百科的角色，他2008年告诉《纽约时报》：“对我而言，放手不是一种选择……不要太过戏剧化它，但是，‘以这个星球上的所有语言，向每个人建造和分发尽可能高质量的自由百科全书’，一直是我的追求。”2010年5月，英国广播公司报道，项目志愿者群体超出他们对威尔士轻率和不民主方式的认知，来删除色情图片，批评威尔士“被荒淫冲昏头脑”后，威尔士已放弃他维基共享资源（承载了维基百科姊妹项目的多媒体内容）的众多技术权限。

### 维基媒体基金会

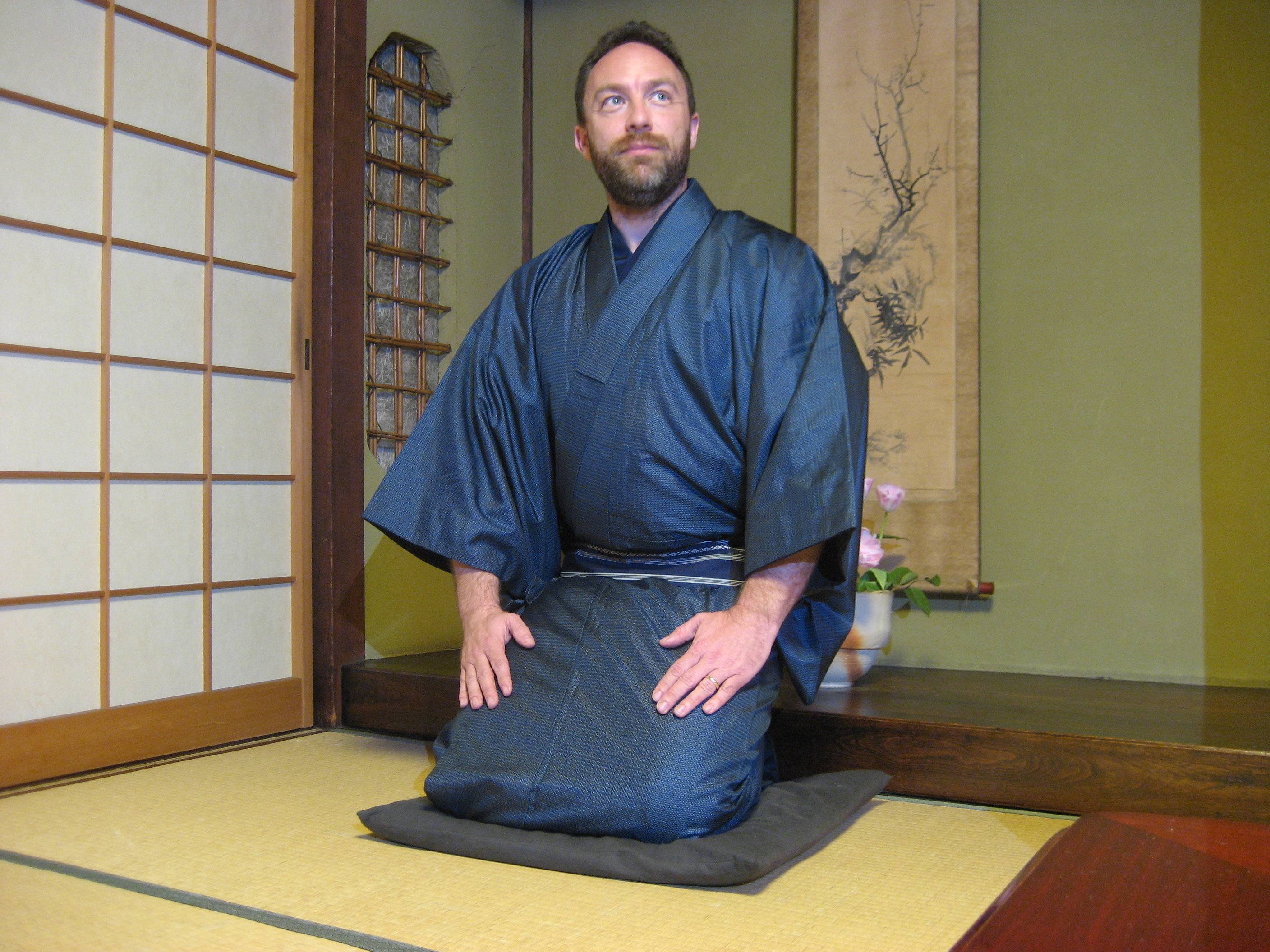
吉米威爾斯在2007年京都，穿和服的樣子。

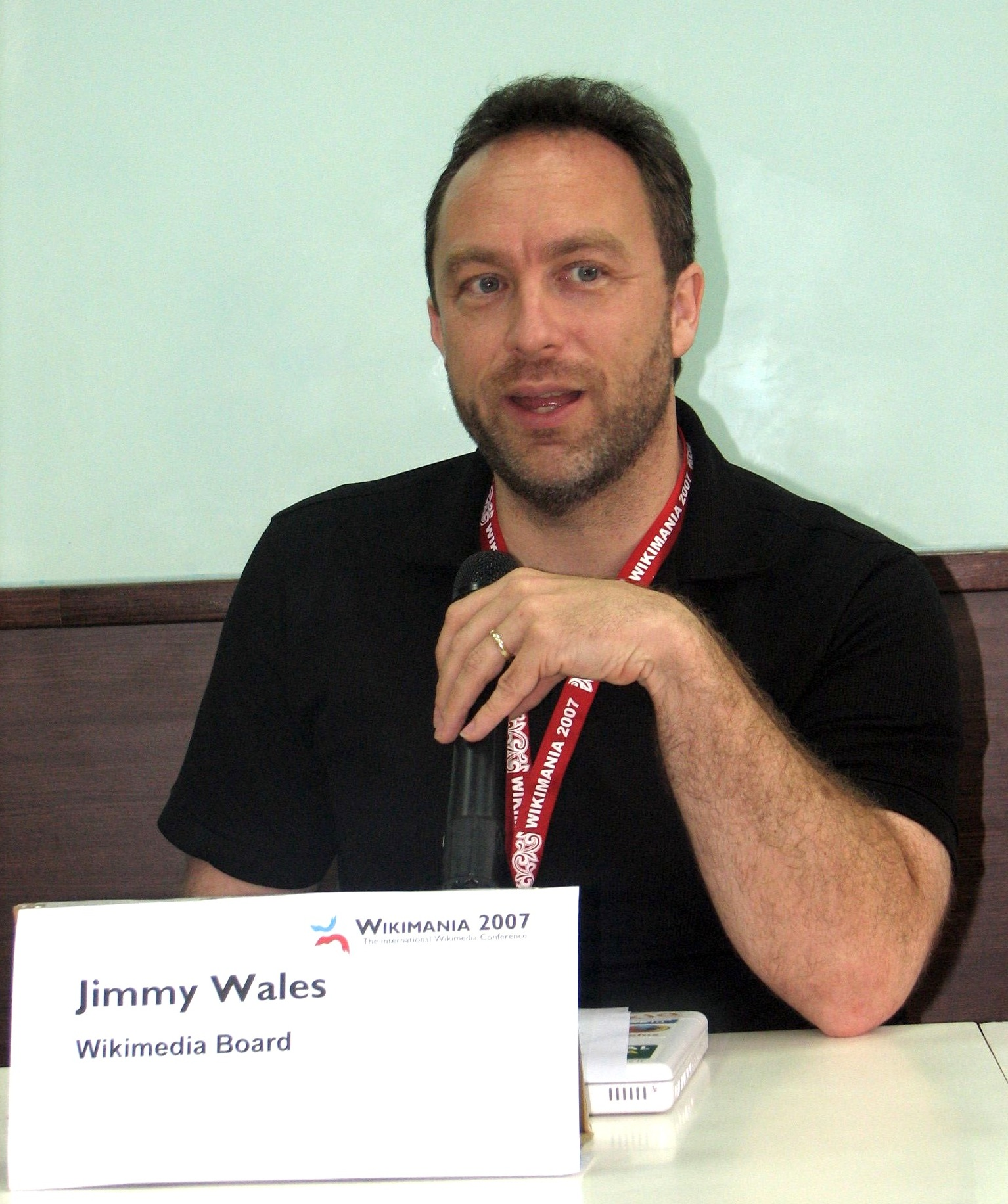
威尔士以维基媒体基金会董事会成员身份出席2007年维基媒体国际会议

2003年中旬，威尔士在佛罗里达州圣彼得斯堡成立了非牟利性组织维基媒体基金会，后来把总部迁至旧金山。维基百科的所有知识产权和相关域名被移到新的基金会，照应建立百科全书及其姊妹计划的总方针。威尔士一直是维基媒体基金会董事会信托成员，在2003到2006年担任董事长。2006年以来被授予名誉董事长的荣誉称号，并拥有董事会任命的“社群创始人”的座位。他在基金会的工作，包括在计算机上的推广和一直未付的教育性会议。威尔士经常开玩笑说，将维基百科捐赠给基金会是他所做过的“最愚蠢和最聪明”的事情。一方面，他保守估计维基百科价值30亿美元，另一方面，他对坚信自己的捐赠能创造成功。

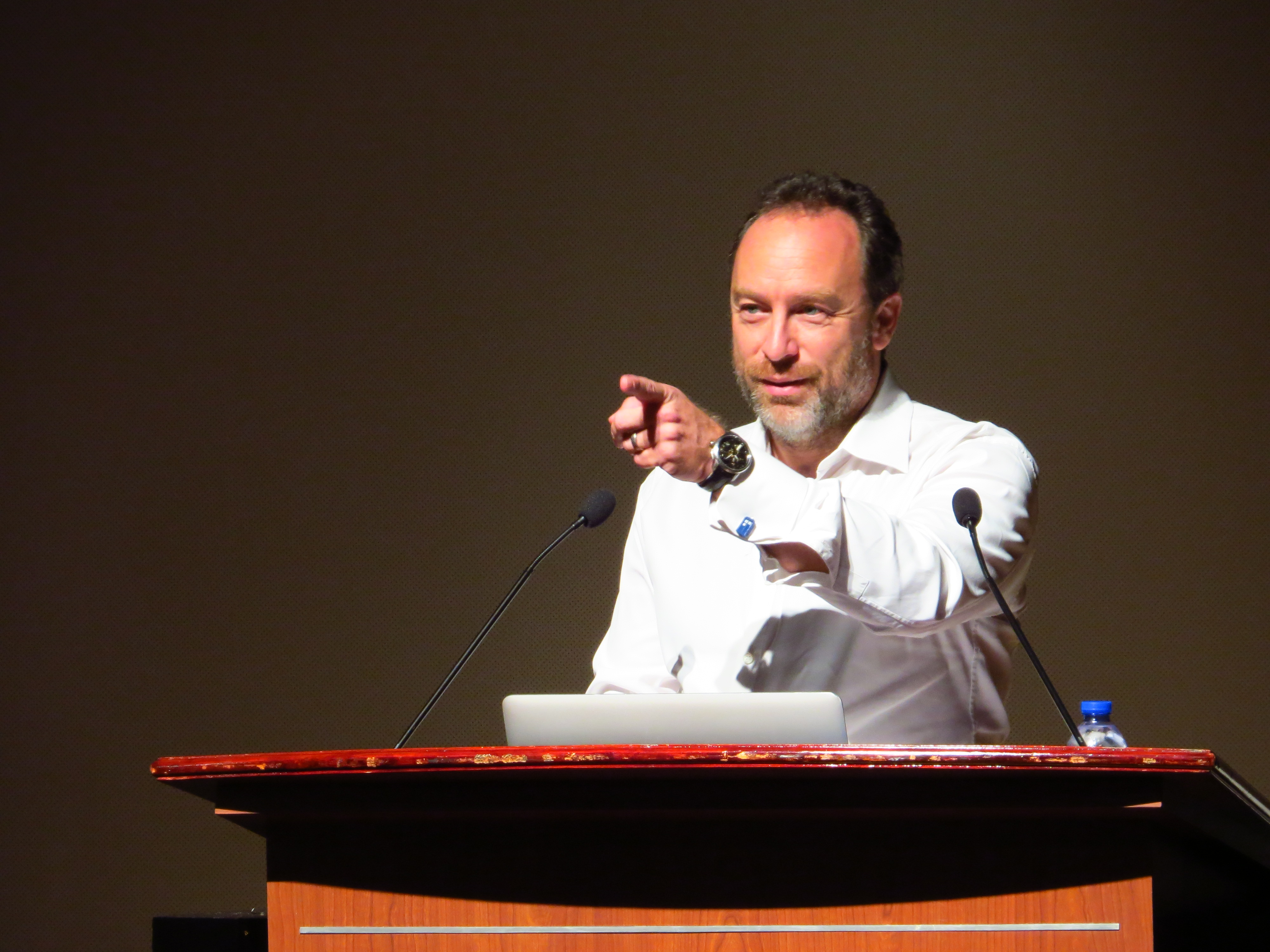
吉米·威尔士在2013年维基媒体国际大会上演讲

威尔士与基金会的联手引发争议。2008年3月，由前维基媒体基金会员工丹尼·沃尔，揭发威尔士拿基金会公款随意挥霍，不用自己的信用卡。威尔士否认指控，基金会会长弗洛朗丝·德伍阿尔和前任临时执行主任布拉德·帕特里克，否认威尔斯或基金会有任何不当行为，称威尔士对项目的每笔支出都有收据，而对于没有收据的部分则是由他自掏腰包，于是德伍阿尔责备威尔士“不断尝试改写过去”。后来在2008年3月，杰弗里·弗农·梅尔基声称，威尔士曾编辑自己的维基百科条目，使之更有利于博取对维基媒体基金会的捐赠。威尔士称指控为“无稽之谈”。

### Wikia和后来
2004年，威尔士与基金会董事会信托、资深会员安吉拉·贝丝蕾·斯塔林，创办营利性公司Wikia。Wikia是Wiki农场——将不同维基主题的单独集合托管至同一网站。它承载了维基百科以外的事物，如关于星际迷航的阿尔法记忆及关于星球大战的Wookieepedia。Wikia所提供的另一项服务是Wikia搜索，意在挑战谷歌透明度介绍及关于如何创建并运营搜索引擎的公开对话，但该项目在2009年3月被抛弃。2009年6月5日，威尔士辞任Wikia首席执行官，由天使投资者、易趣前副总裁兼总经理吉尔·潘奇纳接任。2009年9月，潘奇纳宣布Wikia已具备盈利能力。除了在Wikia发挥作用，威尔士还是哈里·沃克事务所的公众演说家代表。他还参与了瑞士钟表制造商艾美表的名人代言活动。
2011年11月4日，威尔士在英国盖茨黑德的BBC三台2011年自由思考节上，发表题为《互联网的未来》的一小时演讲，专门讨论维基百科。二十天后的11月24日，威尔士现身英国专题辩论电视节目《提问时间》。
2012年5月，据报道威尔士建议英国政府免费开放纳税人资助的网上学术研究。他还担任“众包和开放决策无偿顾问”，并建议商务创新和技能部及英国科研理事会分担研究。
2014年1月，威尔士宣布加盟人民运营商，担任移动电话网络业务联合主席。
2014年3月21日，威尔士与约翰·麦凯恩、沙乌地阿拉伯女权活动家马纳尔·谢尔夫和哈佛大学学生斯理·玻色在亚利桑那州州立大学举行的克林顿全球倡议大学会议上发言。会议议题为“参与的时代”，“公民表达自身诉求、追求教育、自主创业的能力日益增加。”威尔士告诫年轻人尝试用社交媒体带来社会变革，以对抗政府压制互联网的侵犯人权行为。
2014年5月26日，谷歌七人委员会秘密聘任威尔士，以回应谷歌诉冈萨雷斯案。威尔士表示，他希望委员会被看作立法委员和有关委员会组成的“蓝丝带小组”
2017年4月25日，吉米·威爾斯宣布創立WikiTRIBUNE。
2021年12月，吉米·威爾斯將維基百科上自己的第一筆編輯「Hello,World!」以NFT形式透過佳士得舉行公開拍賣，12月15日，首筆編輯最終以75萬美元的價格成交。除了這條編輯內容的NFT外，吉米·威爾斯也將當時編寫內容使用的粉紅色iMac電腦一同拍賣，成交價格為18.75萬美元。

## 政治与经济观点

### 個人哲學
威爾斯一直是艾茵·蘭德的客觀主義哲學的熱誠追隨者。當他在接受C-SPAN的Q&A談話節目訪問時，他說道：「獨立的美德」是他個人特質裡最重要的部分。當他被問到他對蘭德思想的追隨是否會讓他與任何政治哲學有所關聯時，威爾斯才稱他自己是一個自由意志主義者，不過他說他並不喜歡這一稱呼，因為他認為美國的自由黨只是一群「瘋子」。他舉出「自由、個人權利、在與他人相處時絕不先行動用暴力」作為他處世的基本原則。從1992年至1996年之間他還經營了一個名為「客觀主義哲學討論」的網路論壇。
自由主义杂志《理性》2007年6月号封面刊登了威尔士的访谈，其中档案描述他的政治观点为中间偏右。
2011年接受《独立报》采访时，他对占领华尔街和占领伦敦的抗议者表示同情：“你不必成为社会主义者，说劫贫济富是不对的，毕竟天下无免费午餐。”

### 哲学实践
2006年1月-2月号的《Maximum PC》报道，威尔士拒绝遵守中华人民共和国政府审查“政治敏感”维基百科条目的请求——其他互联网公司，如谷歌、雅虎和微软已收到中国政府的压力。威尔士表示，他宁愿看到诸如谷歌等公司，坚持维基百科信息自由的政策。2010年，威尔士批评泄密网站维基解密和及其总编辑朱利安·阿桑奇发布“足能够让一个人遇害”的阿富汗战争文件，并对以“维基”做站名表达不满：“他们做的不是Wiki，真正的维基是协作编辑的。”

### 维基百科的开发和管理
威尔士援引他在本科时读过的奥地利学派经济学家弗里德里希·哈耶克的论文《知识在社会中的运用》，作为思考“如何管理维基百科计划”的中心。哈耶克认为，因为信息是去中心化的，即每个个体都只知道群体知识中的一小部分；所以，拥有特定知识的个体就能作出他所熟知的领域中的最好决策，而非由一个中央的机构来承担。威尔士在90年代重新审视了这篇论文，与此同时他了解到开放源代码运动, 此运动主张共同开发并自由分发软件源代码。他曾深受《大教堂与市集》的触动，这篇杂文由开放源代码运动的初始提倡人之一埃里克·雷蒙编写，后来被改编成同名书籍。此文拓宽了他的眼界，让他认识到进行（在线）大规模合作的可能性。
由于有过担任期权和期货交易员的背景，威尔士对博弈论和激励机制对人类协同活动的影响产生兴趣，这般迷恋为他对维基百科计划的发展工作带来显著基础。出于维基百科利他主义的推动作用，他拒绝了这一理念并将其定义为“为别人牺牲自身价值观”，指出“这种参与信息分享带来仁慈效应的想法，莫名其妙地摧毁自己的价值观，让自己没有意义。”

### 欧洲法院对谷歌的裁决
2014年5月14日，欧洲法院判决谷歌诉冈萨雷斯案谷歌删除搜索结果中的私人信息，为此威尔士反应激烈。他向英国广播公司表示，当天的判决是他“见到过的领域最宽的互联网审查裁决”。2014年6月上旬，TechCrunch就该问题采访威尔士，谷歌请威尔士参与公司的顾问委员会一事快要踏入正轨，而欧洲法院要求谷歌执行该请求。
2014年5月，欧洲法院的裁决要求谷歌迅速采取行动。实施过程中，人们可直接联系谷歌删除认为是过时或失实的信息。拉里·佩奇透露，谷歌收到的30%的请求，鉴于裁决已被归类为“其他”。威尔士以电子邮件答复解释道，他在5月28日已联系谷歌，“委员会的职责是举行公众听证会并发表意见，不仅是谷歌，还包括立法者和公众。”当问及对欧洲法院的“权利遭遗忘”的看法时，威尔士答道：
我认为该裁决对公众的隐私权不会有影响，因为法院命令报纸刊登的法庭记录，是不真实的私人信息。如果是真的话，该决议可能敷衍了有趣的哲学问题，使隐私问题的处理难以取得实际性进展。以无诽谤意图合法取得真实信息的情况下，我认为不可能有审查其他人言论的站得住脚的权利。避免“资料式”的语言是非常重要的，因为我们谈论的不是“数据”，而是对知识的压制。
威尔士拿维基百科当例子作进一步说明：“你不必以法律阻止维基百科编者撰写真实信息的权利。”威尔士以其理想结果的迹象作结论：“一部分结果是自由言论权在欧洲的执行十分强，实质上是美国的第一修正案。”

### 其他问题
2012年，威尔士奏请内政大臣，反对将理查德·奥德怀尔引渡到美国。随后一项避免引渡的协议达成，威尔士表示：“这消息太令人振奋，我很高兴听到，英国接下来要做的是重新考虑引渡条约，将允许这类废话摆在首位。”
2013年8月，威尔士批评英国首相戴维·卡梅伦过滤色情网站，称该计划“荒谬”。然而他在2013年11月谈到斯诺登事件时，称爱德华·斯诺登是被历史评判为“非常有利”的“英雄”。威尔士还表示，美国民众“从未批评斯诺登披露监视计划”，除非被告知或询问。
在写Twitter个人资料时，威尔士2014年1月曾支持消除“自由贸易边界”：“贸易壁垒必然意味着暴力。”
2014年3月，威尔士批评替代医学形式的全人健康，是“骗子工作”。威尔士进一步解释道，全人健康并非基于同行评审的研究。
2021年10月，針對維基媒體基金會的某項行動，吉米·威爾斯在接受英國廣播公司的採訪時針對此事件回应道：「我同世界各地的人都有深入交流，『在中國大陸，人們被洗腦至分辨不出何謂中立』這個想法是錯的。」也表示「阻止中國大陸人表達觀點的最大障礙是中國政府，因為他們不允許人們編輯維基百科。」「有些人認為我們排斥中國，這太荒謬了。我們張開雙臂歡迎來自中國的編輯。」

## 私生活

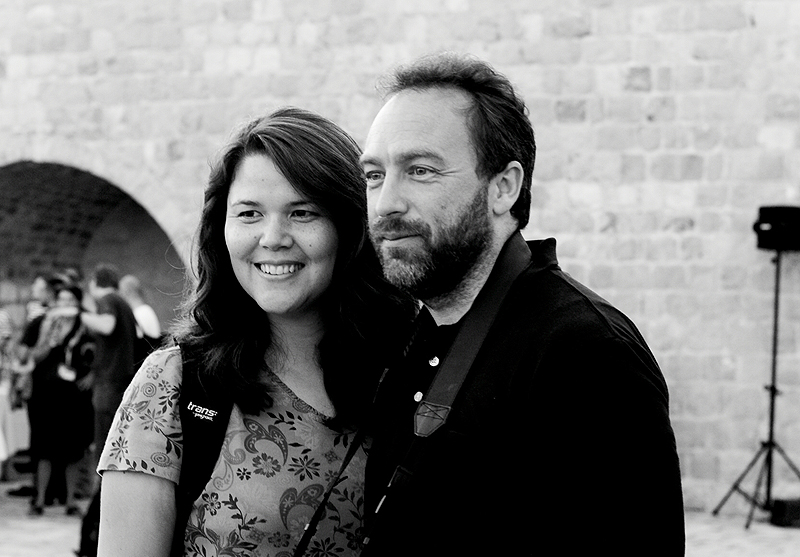
威尔士与第二任妻子克莉丝汀

威尔士有过三次婚姻。20岁在亚拉巴马州一家杂货店工作时，娶了同事帕梅拉·格林，1993年分手。透过芝加哥一位朋友的介绍，威尔士结识了任职于钢铁贸易商三菱集团的第二任妻子，克莉丝汀·罗汉，两人1997年3月于佛罗里达州门罗县结婚，离婚前育有一女。
威尔士曾在2008年，与加拿大保守派专栏作家蕾切尔·马斯登有过短暂关系，马斯登透过自己在维基百科传记认识威尔士。她被指责与威尔士的关系有利益冲突后，威尔士表示有过关系，现已结束，声称没影响维基百科的任何事项，马斯登就该指责索赔。
2012年10月6日，威尔士在伦敦与凯特·加维结婚。凯特曾任托尼·布莱尔的日常秘书。他在瑞士达沃斯遇见威尔士。威尔士有两个女儿，一个是加维的，另一个是第二任妻子的。
威尔士是位无神论者。接受《大想法》采访时，他说自己的个人理念扎根于理智，是完全的非信徒。自2012年起，他住在伦敦。

## 所获荣誉

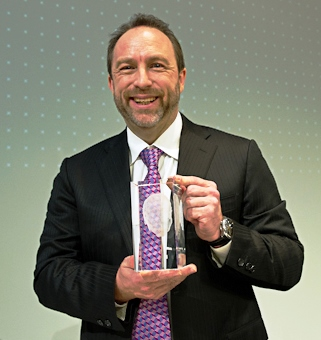
威尔士获颁2011年戈特利布·杜特怀勒奖

威尔士是哈佛法学院伯克曼互联网与社会研究中心的成员，出任麻省理工学院集体智慧中心顾问委员会成员、知识分享和Hunch.com董事会主席。曾任2008年中东世界经济论坛前联合主席，还是Socialtext前董事会成员。
2006年，威尔士入选时代百大人物“科学家与思想家”单元，位列《福布斯》“25大网络明星”榜单第12位。威尔士也在新当代艺术博物馆开设的“特别纪念在艺术文化领域做出突出贡献的个人，并积极畅想更美好的明天”斯图尔特·雷根系列展览中演讲，是2007年世界经济论坛“全球青年领袖”之一。2011年4月，威尔士出任翠贝卡电影节评委。2014年2月，《每日电讯报》将威尔士列入“25大网络明星”。
威尔士获得过电子前哨基金会先锋奖、戈特利布·杜特怀勒奖、2011年莱昂纳多欧洲企业学习奖、摩纳哥传媒大奖、2009诺基亚基金会年度大奖、《经济学人》第7届年度创新奖暨峰会业务流程奖、2008年全球品牌图标年度奖，并代表维基媒体计划领取德意志工场基金会奖。威尔士还收到诺克斯学院、阿默斯特学院、史蒂文森大学、阿根廷安培纯澳21世纪大学和俄罗斯无线电与自动化工程学院的荣誉学位。
2013年12月5日，在丹麦哥本哈根召开的纪念尼尔斯·玻尔原子理论创设100周年的“开放世界”大会上，威尔士被联合国教科文组织授予玻尔勋章。他在《维基百科，民主与互联网》的演讲，强调要将维基百科覆盖到世界上的所有语言，证明“维基百科零计划”的举措是成功的，鼓励电信公司向发展中国家的儿童以教育目的，免流量使用维基百科。
2014年5月17日，瑞士卢加诺大学通信科学学院授予威尔士荣誉博士称号。
2014年6月25日，威尔士收到诺贝尔经济学奖获得者穆罕默德·尤纳斯从苏格兰格拉斯哥卡利多尼安大学寄来的荣誉学位信件。
2014年7月10日，威尔士因设立维基百科，获得英国Tech4Good奖“特别奖”，该奖旨在表彰利用数字技术来改善他人的生活的组织或个人，他是八名获奖者其一。

## 个人著作
- Brooks, Robert; Jon Corson, Jimmy Donal Wales. . Advances in Futures and Options Research. 1994, 7  [2014-07-13]. （原始内容存档于2008-06-22）.
- Wales, Jimmy; Andrea Weckerle. . Fraser, Matthew; Dutta, Soumitra  (编).  1st. Wiley. 2008-12-31. ISBN 0-470-74014-0.
- Wales, Jimmy; Andrea Weckerle. . CNN. 2009-01-08  [2014-07-13]. （原始内容存档于2011-08-25）.
- Wales, Jimmy; Andrea Weckerle. . Powell, Juliette  (编).  1st. Financial Times Press（英语：Financial Times Press）. 2009-02-10. ISBN 0-13-715435-6.
- Wales, Jimmy; Andrea Weckerle. . Weber, Larry  (编).  2nd. Wiley. 2009-03-03. ISBN 0-470-41097-3.
- Wales, Jimmy. . Lih, Andrew  (编).  1st. Hyperion（英语：Hyperion Books）. 2009-03-17. ISBN 1-4013-0371-4.
- Wales, Jimmy; Andrea Weckerle. . Advertising Age（英语：Advertising Age）. 2009-03-30, 80  [2014-07-13]. （原始内容存档于2012-07-18）.
- Wales, Jimmy; Andrea Weckerle. . The Wall Street Journal. 2009-12-28  [2014-07-13]. （原始内容存档于2013-05-19）.

## 外部連結
- 吉米·威爾斯在维基百科上的使用者頁面（英语 （页面存档备份，存于）/中文）
- 吉米·威爾斯的Facebook專頁
- 吉米·威爾斯的X（前Twitter）
- Fandom上的更多相关：Jimbo wales
- 吉米·威爾斯在互联网电影资料库（IMDb）上的資料（英文）
- 《查理·罗斯访谈录》上的吉米·威爾斯

| 前任： 首任 | 維基媒體基金會理事長 | 继任： 弗洛朗斯·尼巴爾-德伍阿爾 |